# Hôpital André-Bouron
Pour les articles homonymes, voir Bouron (homonymie).
L'Hôpital André-Bouron est un monument historique de Guyane situé dans la ville de Saint-Laurent-du-Maroni.
Le site est classé monument historique par arrêté du 9 mars 1999.